# Tariq Woolen
(en) Statistiques sur pro-football-reference
Tariq Woolen, né le 2 mai 1999 à Fort Worth au Texas, est un joueur professionnel américain de football américain. 
Il joue au poste de cornerback pour la franchise des Seahawks de Seattle dans la National Football League (NFL) depuis 2022.

## Biographie
Woolen fait sa carrière universitaire avec les Roadrunners de l'UTSA en 2017, un jeune programme ayant débuté six ans plus tôt. Il joue alors au poste de wide receiver. Après deux ans avec l'équipe, il est reconverti en cornerback à la mi-saison sous les recommendation de son entraineur Nick Graham, ce qui lui cause des frustrations. Il est finalement convaincu de changé de position par le potentiel d'être drafté dans la NFL. À la fin de son parcours universitaire, il participe au Senior Bowl et enregistre le temps le plus rapide de l'histoire de l'événement. Son manque d'expérience à la position, ses tackles parfois maladroits et le manque de flexibilité de ses hanches laisse planer des questions sur sa capacité de jouer dans la NFL. Cependant, son gabarit lui attire des comparaisons avec Richard Sherman et sa vitesse est mise de l'avant. Lors du draft, il est sélectionné par la même équipe, les Seahawks, une position au dessus de ce que Sherman avait été drafté. Pour sa première saison, il est pressenti pour au minimum être gunner pour l'équipe.
Cependant, Woolen se démarque lors de sa première saison. Alors qu'il n'était pas présenti pour être starter dès la première semaine, il crée un impact immédiat avec l'équipe et mène la ligue pour les interceptions après 14 semaines. Ceci lui permet d'être selectionné au Pro Bowl. Il est la première recrue des Seahawks à recevoir l'honneur depuis Lofa Tatupu en 2005. Il est également le premier alumni des Roadrunners de l'UTSA à jouer au Pro Bowl.